# سیکووتسی
سیکووتسی (به بلغاری: Seykovtsi) یک منطقهٔ مسکونی در بلغارستان است که در شهرستان گابروو واقع شده‌است.